# Acy-Romance
Acy-Romance és un municipi francès, situat al departament de les Ardenes i a la regió del Gran Est.